# Babylonsjukan
Babylonsjukan är en svensk dramafilm från 2004 i regi av Daniel Espinosa.

## Handling
Maja vet inte riktigt vad hon ska bli när hon blir stor men till dess jobbar hon på Blondie Burger vid Hornstull. När pojkvännen Olle åker till Indien i sex veckor får hon flytta in i köket hos Olles kompis Mattias. Hans lägenhet är riktigt sunkig och Mattias och hans kompisar har efterfest mitt i natten även om det är mitt i veckan. Maja ber att få flytta in hos sin kompis Pauline (Pållan), som bor hemma hos föräldrarna i en stor lägenhet. Det har inte Pauline lust till och Maja får bita ihop.
När Maja och Pauline följer med grabbarna ut en kväll tröttnar Maja på gänget. Ute på gatan blir hon uppraggad av Stefan, en kille som är aktiv i partiet "Nytt Sverige", en syftning på Sverigedemokraterna. På hans kontor försöker han klä av henne men hon lyckas ta sig loss och sticka därifrån. Några dagar senare är hela gänget ute och spelar fotboll på Långholmen. Stefan råkar gå förbi och killarna jagar efter honom innan han lyckas försvinna på en buss.
En sommardag går hela gänget på konsert i gröngräset där Timbuktu uppträder. Majas dysterhet har botats av grabbarnas ständiga upptåg. Några av dem går till ett möte där Nytt Sverige bjuder på gratis käk och dricka och partiledaren Niklas Gustavsson håller tal.
Efteråt kan Ramiro berätta att Gustavsson ska opereras på Södersjukhuset och föreslår att de ska kidnappa honom. Det låter som en fyllegrej och ingen tar det på allvar. När alla gått hamnar Maja och Mattias i säng med varandra.
Dagen efter blir hon hämtad på jobbet av Ramiro som har en plan för att kidnappa Gustavsson. Gustavsson ligger nedsövd och de kastar in honom i en van, men efteråt vet de inte vad de ska göra av honom. De lämnar honom i soprummet hemma hos Ramiros föräldrar i Skärholmen. När de efteråt sitter och dricker kaffe hos Ramiros föräldrar kommer hans pappa inrullande med Gustavsson i rullstolen.
Ute på gatan blir det slagsmål när några känner igen mannen i rullstolen. De lyckas köra därifrån. När de stoppas av polisen minns bara Gustavsson att de unga männen i bilen har räddat honom från att bli nedslagen.
När Olle kommer tillbaka från Indien inser Maja att hon nog är kär i Mattias.

## Om filmen
Filmen är huvudsakligen inspelad på Södermalm i Stockholm, och hade svensk publikpremiär den 24 september 2004.

## Rollista
- Nina Wähä - Maja
- Paulina Hawliczek - Pauline (Pållan), Majas kompis
- Kalled Mustonen - Mattias
- Gustav Deinoff - Anders, Mattias kompis
- Jonatan Rodriguez - Ramiro, Mattias kompis
- Mikael Wranell - Jonny, Mattias kompis
- Per Burell - Niklas Gustavsson, partiledare
- Gustaf Skarsgård - Olle, Majas pojkvän
- David Dencik - Stefan
- Josef Fares - Sjukskötare
- Fredrik Hammar - Dörrvakt
- Martin Jonsson - Sjukskötare
- Tobias Kronqvist - Jacob, Majas chef